# Station Mennessis
Station Mennessis is een spoorwegstation in de Franse gemeente Mennessis, op een gemeenschappelijk traject van de lijnen Creil - Jeumont en Amiens - Laon.
Het wordt bediend door de treinen van de TER Picardie.

## Treindienst
| Serie | Treinsoort | Route                                            | Bijzonderheden |
| ----- | ---------- | ------------------------------------------------ | -------------- |
| P 14  | TER (SNCF) | Compiègne – Tergnier – Mennessis – Saint-Quentin |                |
| P 20  | TER (SNCF) | Amiens – Chaulnes – Mennessis – Tergnier – Laon  |                |